# Ichthyophis chaloensis
Ichthyophis chaloensis là một loài ếch giun thuộc chi Ichthyophis phát hiện lần đầu tại vườn quốc gia Phong Nha - Kẻ Bàng (Quảng Bình) và được công bố năm 2014.
Trong đợt nghiên cứu đa dạng sinh học các loài bò sát, lưỡng cư vào năm 2011, các chuyên gia Viện Sinh thái và tài nguyên sinh vật, Vườn quốc gia Phong Nha - Kẻ Bàng phát hiện và thu giữ được một mẫu ếch giun duy nhất ở khu vực rừng gần bản Cha Lo (xã Hóa Sơn, Minh Hóa, Quảng Bình).